# Џон Х. Џоунс
Џон Х. Џоунс (енгл. John H. Jones; 18. новембар 1873 — 27. децембар 1955) је бивши британски аматерски фудбалер, освајач златне медаље на Летњим олимпијским играма 1900.
Био је голман Аптон парка из Лондона када је Национални олимпијски комитет одлучио да клуб Аптон парк учествује на олимпијском фудбалском турниру 1900. у Паризу. Одиграли су само једну утакмицу против француске екипе УСФСА, коју су добили са 4:0 и освојила прво место.
Овај турнир је накнадно МОК признао као први фудбалски турнир на олимпијским играма и ретроактивно поделио медаље. Уједињено Краљевство је тако освајањем првог места освојило и златну медаљу, прву у историји Олимпијског фудбалског турнира и историји фудбалског спорта у Уједињеном Краљевству. ФИФА и даље сматра овај турнир као демонстрациони.